# Iglesia del Purgatorio (Marsala)
La Iglesia del Purgatorio es una iglesia desconsagrada de la ciudad italiana de Marsala que alberga el Auditorio Santa Cecilia.

## Historia
Fue construida en el siglo XVI bajo la advocación de San Sebastián, a la que se le añadió la de San Fabián, siendo sede de la primitiva Congregación de las Almas del Purgatorio. Se terminó de reedificar 1711.
Tras ser desconsagrada hoy alberga el Auditorio Santa Cecilia.

## Descripción
Su fachada es muy similar a la de la Catedral de Marsala, con cuatro columnas corintias de orden gigante de piedra arenisca. En su interior posee tres naves cubiertas con bóvedas de cañón.